# Bladoporek płaczący

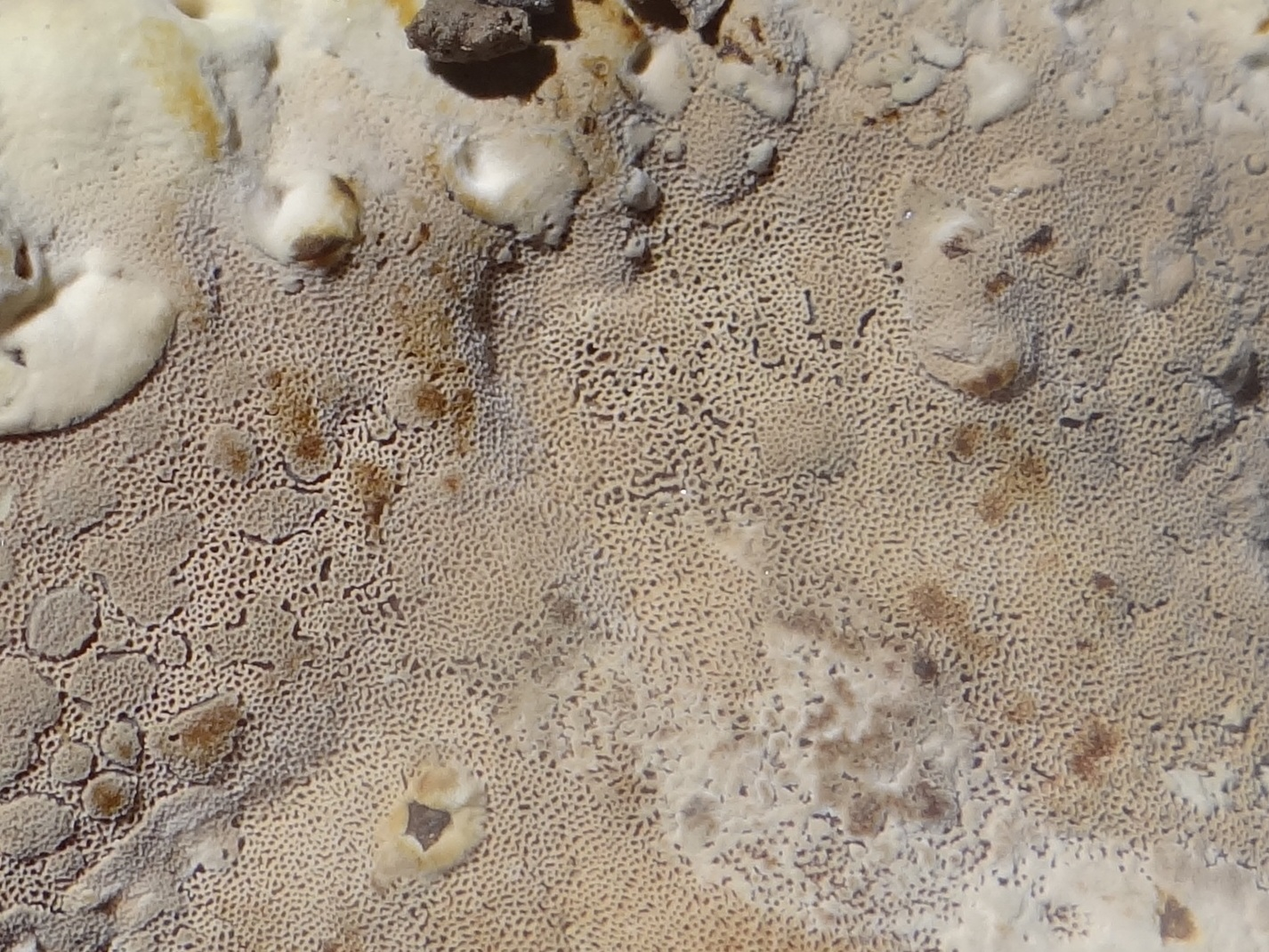
Hymenofor

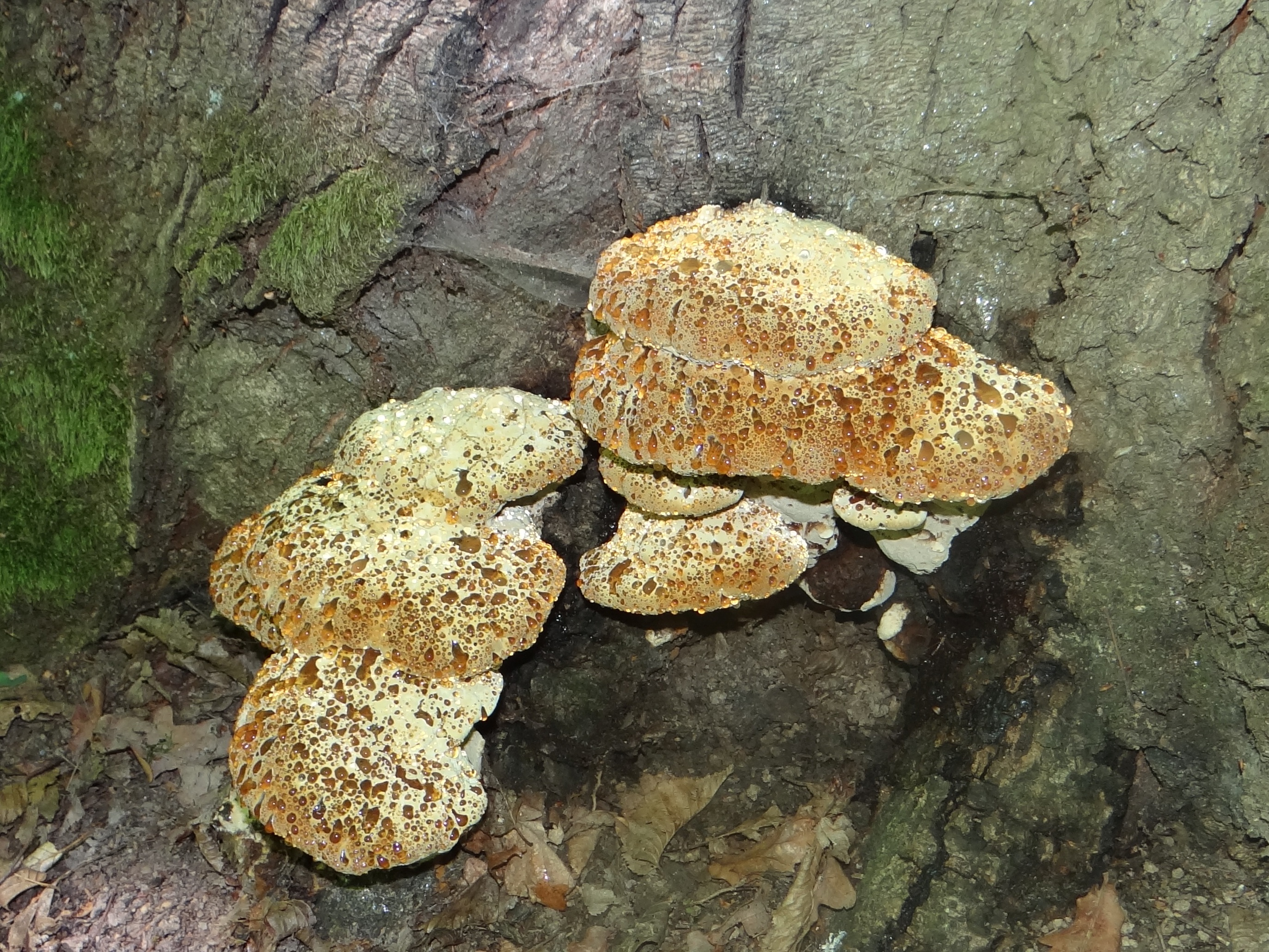
Owocniki u podstawy pnia dębu

Bladoporek płaczący (Pseudoinonotus dryadeus (Pers.) Murrill) – gatunek grzybów z rodziny szczeciniakowatych (Hymenochaetaceae).

## Systematyka i nazewnictwo
Pozycja w klasyfikacji według Index Fungorum: Pseudoinonotus, Hymenochaetaceae, Hymenochaetales, Incertae sedis, Agaricomycetes, Agaricomycotina, Basidiomycota, Fungi.
Po raz pierwszy takson ten zdiagnozował w 1800 r. Christiaan Hendrik Persoon, nadając mu nazwę Boletus dryadeus. Później zaliczany był do różnych innych rodzajów. Obecną, uznaną przez Index Fungorum nazwę nadał mu w 1908 r. William Alphonso Murrill, przenosząc go do rodzaju Pseudoinonotus.
Synonimy:

- Boletus fomentarius var. dryadeus (Pers.) Pers. 1801
- Fomes dryadeus (Pers.) Gillot & Lucand 1890
- Fomitiporia dryadea (Pers.) Y.C. Dai 1999
- Inonotus dryadeus (Pers.) Murrill 1908
- Inonotus dryadeus (Pers.) Murrill 1908 var. dryadeus
- Ischnoderma dryadeum (Pers.) P. Karst. 1879
- Phellinus dryadeus (Pers.) Pat. 1900
- Placodes dryadeus (Pers.) Quél. 1886
- Polyporus dryadeus (Pers.) Fr. 1821
- Polyporus dryadeus var. cellaris Chaillet ex Fr. 1828
- Polyporus dryadeus (Pers.) Fr. 1821 var. dryadeus
- Ungularia dryadea (Pers.) Lázaro Ibiza 1916
- Xanthochrous dryadeus (Pers.) Z. Igmándy 1966

Nazwę polską błyskoporek płaczący zaproponował Władysław Wojewoda w 1999 r. W polskim piśmiennictwie mykologicznym gatunek ten opisywany był też jako huba drewna, żagiew dębowa i włóknouszek płaczący. W 2021, na wniosek Piotra Tyszko-Chmielowca, Komisja ds. Polskiego Nazewnictwa Grzybów Polskiego Towarzystwa Mykologicznego zarekomendowała używanie nazwy bladoporek płaczący.

## Morfologia
Owocnik
Jednoroczna huba, wyrastająca pojedynczo, lub dachówkowato w grupach po kilka sztuk. Ma półkulisty, konsolowaty lub półeczkowaty kształt i szerokość 10–25 cm. Brzeg tępy i przeważnie równy. Do podłoża przyrasta bokiem. Górna powierzchnia aksamitna lub szorstka, nierówna, jamkowata lub gruzełkowata, początkowo o barwie kremowej, potem pomarańczowobrunatnej, ochrowej, rdzawej lub tabaczkowej. Charakterystyczną cechą jest występowanie na powierzchni licznych kropel czerwonobrązowego płynu. Po wyschnięciu pozostają po nich brunatne wklęśnięcia. Miąższ u młodych owocników wodnisty i gąbczasty, u starszych suchy, włóknisty i korkowaty. Ma barwę od płowej do rdzawoczerwonej i jest niewyraźnie strefowany.
Hymenofor na dolnej powierzchni, rurkowaty, początkowo białoszary, potem żółtobrunatny. Rurki tworzą jedną warstwę. Mają okrągłe, białe, oszronione pory o długości 5–20 mm. Na 1 mm mieści się ich 2–5. U starszych owocników często zarastają białożółtawą warstwą grzybni.
Owocnik posiada dość silny i nieprzyjemny zapach. W smaku jest łagodny, nieco kwaśny.
Cechy mikroskopowe
System strzępkowy monomityczny. Strzępki w warstwie zewnętrznej cienkościenne lub grubościenne, rzadko rozgałęziające się. W KOH barwią się na jasnobrązowo lub ciemnobrązowo. Mają średnicę 10–14 μm i w niektórych miejscach są inkrustowane gumowatą substancją. Strzępki w tramie o średnicy 5–9 μm, jednolicie bladobrązowe, umiarkowanie grubościenne z rzadkimi rozgałęzieniami. W hymenium występują krótkie, grubościenne, nabrzmiałe i zazwyczaj haczykowate szczecinki o brunatnej barwie, długości 25–34 μm i średnicy 9–11 μm. Podstawki jajowate, 4-sterygmowe, o wymiarach 10-30 × 9–11 μm. Zarodniki szerokoelipsoidalne do prawie kulistych, hialinowe, grubościenne, amyloidalne.

## Występowanie
Występuje na całej półkuli północnej, głównie w strefie klimatu umiarkowanego. Notowany jest także na Hawajach, w Afryce Południowej i Australii. W Polsce jest rzadki. Znajduje się na Czerwonej liście roślin i grzybów Polski. Ma status V – gatunek narażony na wymarcie. Znajduje się na listach gatunków zagrożonych także w Danii, Holandii, Niemczech, Litwie, Szwecji.
Występuje w lasach i parkach na żywych drzewach. W Europie i Azji występuje na dębach, ale w Meksyku i Kalifornii głównie na jodłach. W Kalifornii notowano jego występowanie także na cedrach i sosnach. W Polsce występuje na dębach, zwłaszcza na dębie szypułkowym i d. bezszypułkowym. Owocniki rozwijają się od czerwca do listopada.

## Znaczenie
Pasożyt wnikający do drzewa przez rany i atakujący zdrowe, w pełni żywotne drzewa. Zarodniki wnikają głównie przez skaleczone korzenie lub mechaniczne uszkodzenia podstawy pnia. Owocniki pojawiają się głównie na korzeniach i odziomkowej części pnia. Rozwijająca się w drewnie grzybnia powoduje bardzo silną białą zgniliznę drewna. Na porażonym drzewie owocniki tworzą się nieregularnie – nie w każdym roku. Zapobiega się porażeniu przez wygładzanie ran i zabezpieczanie ich fungicydami.

## Gatunki podobne
Częstszy jest błyskoporek dębowy (Inocutis dryophila). Odróżnia się mniejszymi, kopytkowatymi owocnikami, które w środkowej części kapelusza mają twardą, ciemniejszą, żółto żyłkowaną i ziarnistą wkładkę.